# Stemona hutanguriana
Stemona hutanguriana är en enhjärtbladig växtart som beskrevs av Chuakul. Stemona hutanguriana ingår i släktet Stemona och familjen Stemonaceae. Inga underarter finns listade.